# Charadrahyla altipotens
Charadrahyla altipotens är en groddjursart som först beskrevs av William Edward Duellman 1968.  Charadrahyla altipotens ingår i släktet Charadrahyla och familjen lövgrodor. IUCN kategoriserar arten globalt som akut hotad. Inga underarter finns listade i Catalogue of Life.